# Valerio Villareale

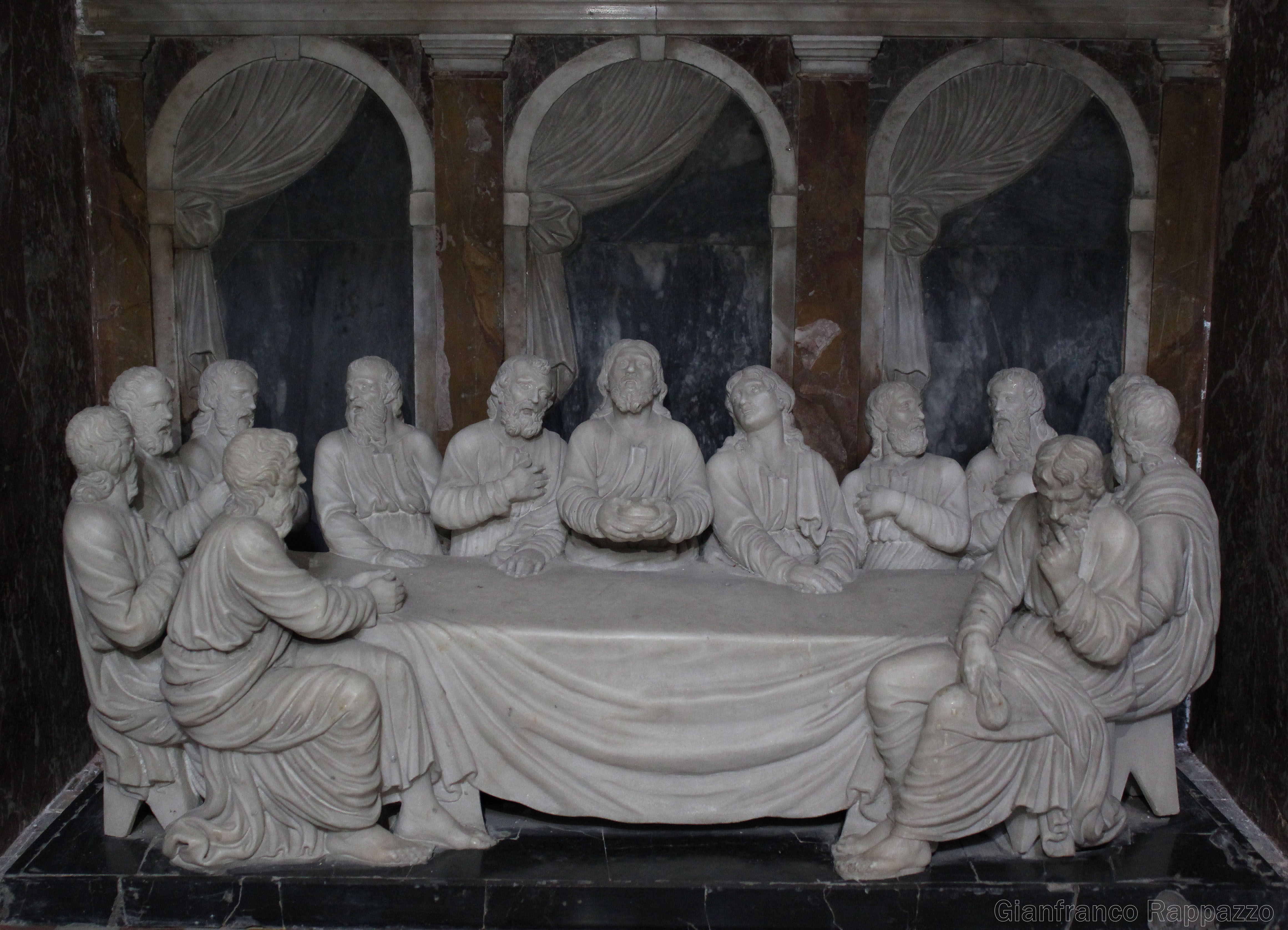
Ultima Cena, cattedrale di Santa Maria Assunta di Santa Lucia del Mela.

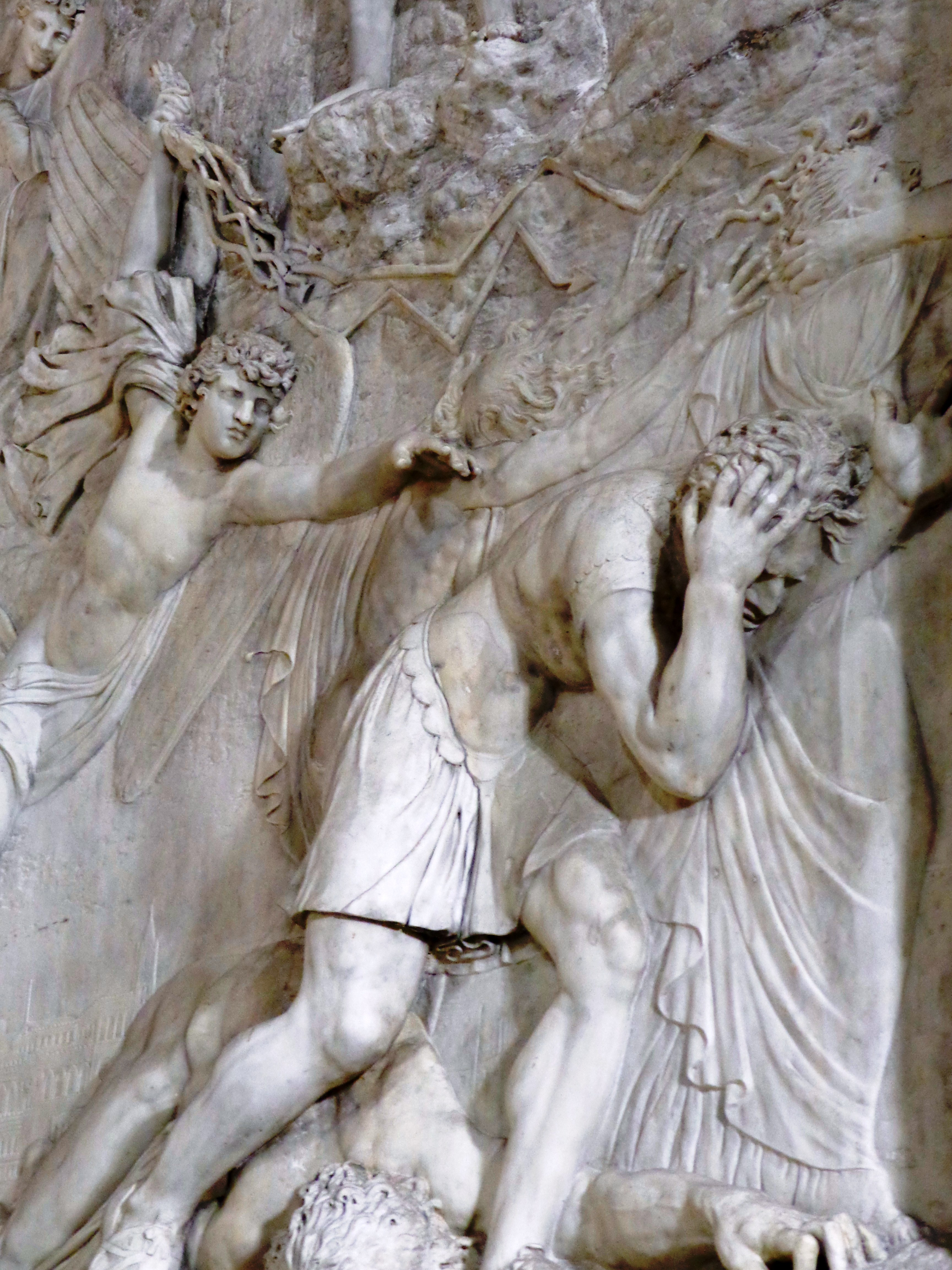
"Santa Rosalia ferma il braccio all'angelo della morte", cattedrale di Palermo.

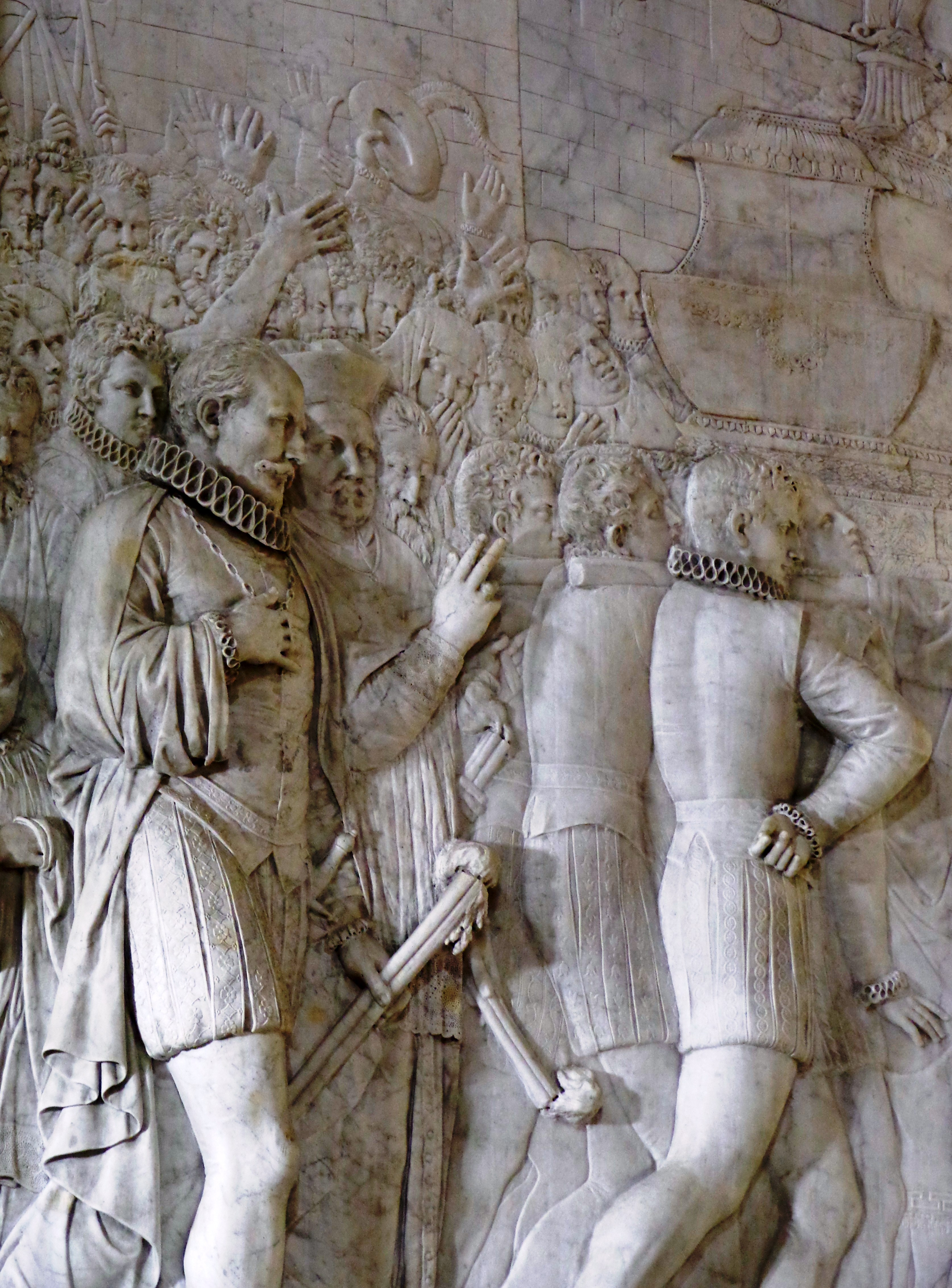
"Processione delle sacre spoglie", cattedrale di Palermo.

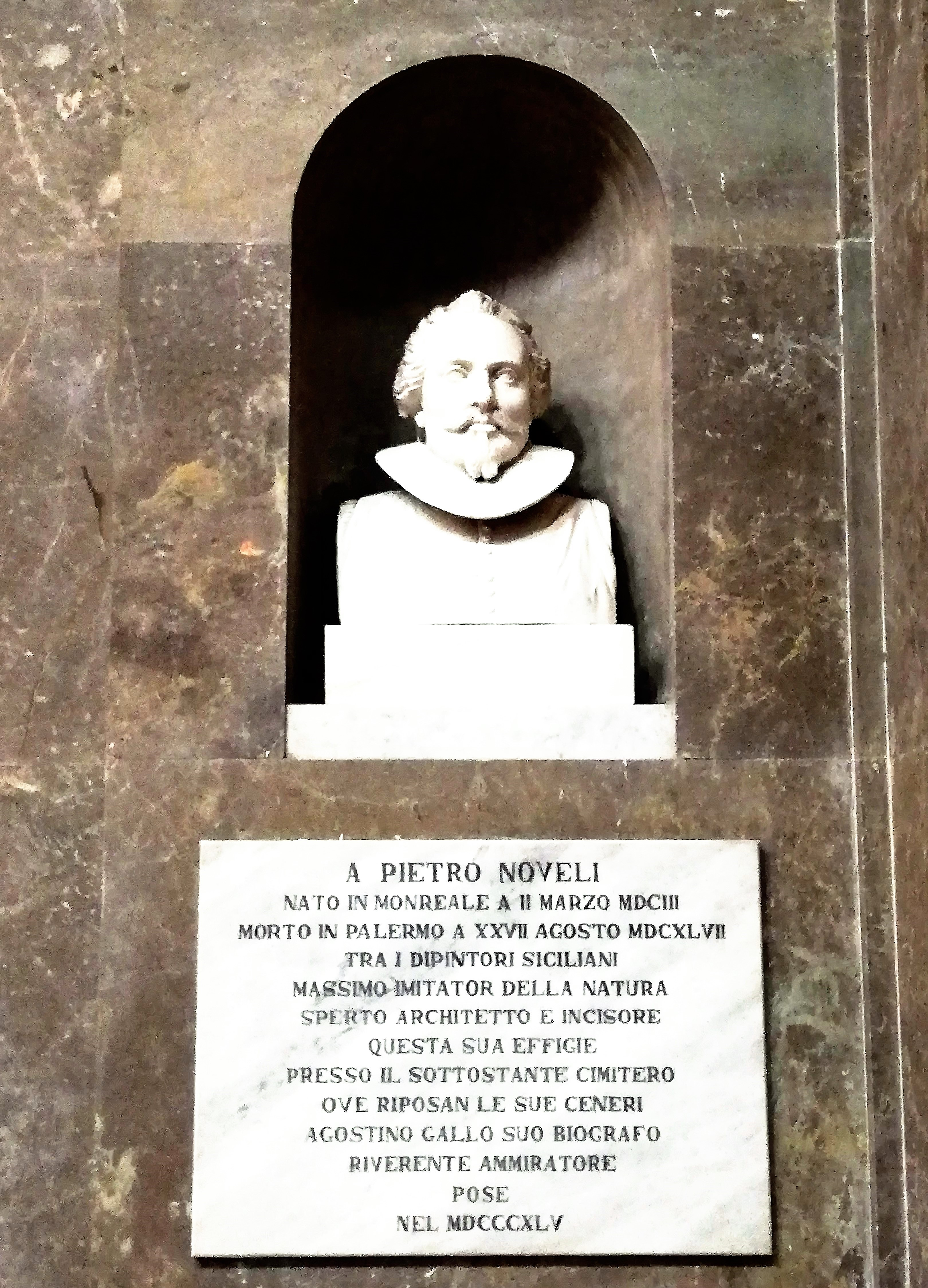
Pietro Novelli, chiesa di San Domenico.

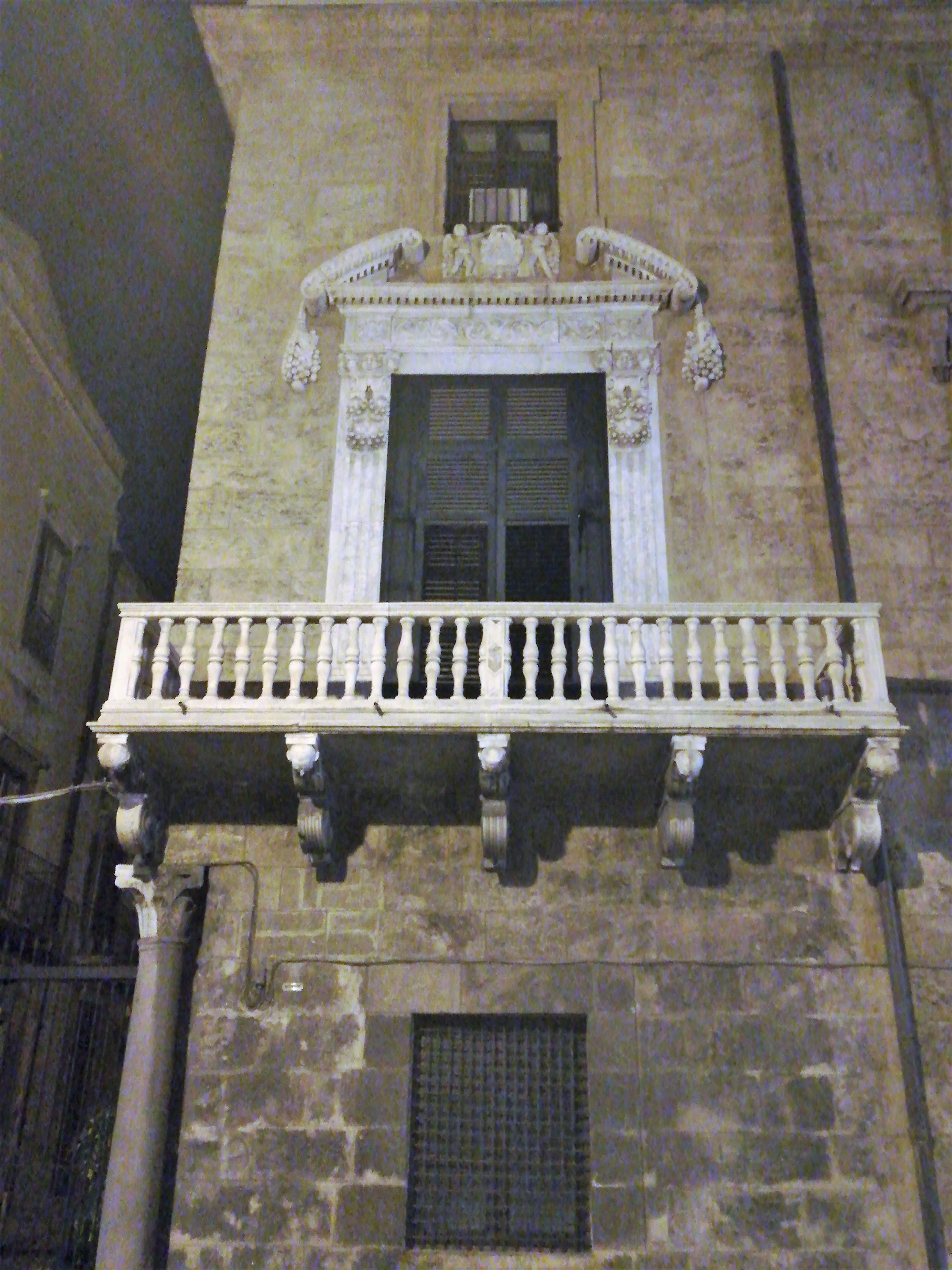
Balcone, Seminario dei Chierici, Palazzo arcivescovile.

Valerio Villareale (Palermo, 1773 – Palermo, 14 settembre 1854) è stato uno scultore italiano.

## Biografia
Considerato il Canova siciliano come recita l'epigrafe sul busto che lo commemora nella chiesa di San Domenico, si forma alla scuola di Giuseppe Velasco. Viaggia dapprima a Napoli 1794 per lavorare alla corte murattiana e quella borbonica per poi raggiungere Roma dove soggiornerà in due distinti periodi 1797 - 1799 e 1802 - 1811, e incontra Antonio Canova. Dal 1814 rientra a Palermo dove svolge la sua professione fino alla morte. Partecipa alla ricostruzione del tempio di Castore e Polluce di Selinunte. Muore di colera nel 1854 ed è seppellito fra gli uomini illustri nel pantheon palermitano della chiesa di San Domenico.

## Opere

### Agrigento e provincia
- 1829, Statua, scultura marmorea raffigurante Francesco I, documentata nella piazza con il titolo "della Riconoscenza", abbattuta il 22 gennaio 1848 durante i moti anti borbonici avvenuti ad Agrigento.

### Caltanissetta e provincia
- XIX secolo, Lastre, manufatti marmorei che rivestivano la parte frontale dei basamenti su cui erano ubicate le statue di Ferdinando I e del figlio Francesco I di Borbone, ubicate la prima nell'area corrispondente all'attuale piazza Garibaldi e l'altra davanti alla chiesa del Collegio di Caltanissetta.

### Messina e provincia
- XIX secolo, Bassorilievi, manufatti marmorei a decorazione della base del monumento realizzato dai fratelli Subba dedicato a Francesco I, opere documentate in prossimità della primitiva locazione della Fontana di Nettuno di Messina.[1]
- 1800 (?), Ultima Cena, scultura marmorea, opera custodita sotto la mensa della Cappella del Santissimo Sacramento della cattedrale di Santa Maria Assunta di Santa Lucia del Mela.

### Palermo e provincia

#### Montelepre
- 1840, Statua della Vergine Maria, manufatto in legno installato nell'altare maggiore della chiesa della Santissima Trinità o dei Caduti.

#### Palermo
- 1800 (?), Ritratto, manufatto marmoreo raffigurante Don Leopoldo di Borbone, opera giovanile, Sicilia.
- 1815, Busto, scultura marmorea raffigurante Giuseppe Ventimiglia, opera collocata nello scalone di Villa Belmonte all'Acquasanta.
- 1816 (c.), Ritratto, bassorilievo raffigurante Giovanni Meli, opera custodita a Palazzo Trabia.
- 1819 (c.), Monumento a Giovanni Fileti, opera collocata nella chiesa di Santa Maria del Popolo (oggi scomparsa).[2] [3]
- 1828, Stele funeraria, monumento marmoreo, opera commissionata per Giovanni Meli.
- 1838, Monumento, manufatto marmoreo dedicato a Vincenzo Bellini, opera collocata a Villa Giulia.
- 1838 (c.), Sicilia incoronata da Minerva e Cerere, bassorilievo, opera custodita nella Sala dei Bassorilievi di Palazzo Pretorio.
- 1838 (c.), Ricordo a Nina Siciliana.
- 1838 (c.), Africa, bassorilievo marmoreo, opera incastonata nella base del Monumento a Filippo IV in Piazza del Parlamento.
- 1840, Balcone, manufatto marmoreo ispirato all'opera similare di Vincenzo Gagini e commissionato dall'arcivescovo Ferdinando Maria Pignatelli, opera presente sul prospetto del Seminario dei Chierici adiacente al Palazzo arcivescovile.
- XIX secolo, Ciclo di Davide (Re David benefica Diba), studi e bozzetti preparatori dei mosaici, opere presenti nella Loggia della Cappella Palatina.[4]
- XIX secolo, Stemma, manufatto in stucco, opera presente nel prospetto della Real Casa dei Matti.

Cattedrale metropolitana primaziale della Santa Vergine Maria Assunta, Cappella di Santa Rosalia:
- 1830, Santa Rosalia ferma il braccio all'angelo della morte, bassorilievo marmoreo;
- 1830, Processione delle sacre spoglie, bassorilievo marmoreo.

Chiesa di San Domenico:
- 1821, Stele funeraria, monumento marmoreo, opera commissionata per il beato Giuliano Majali;
- 1847 (c.), Busto per stele funeraria, manufatto marmoreo dedicato a Pietro Novelli;
- 1848 (c.), Cenotafio, manufatto marmoreo dedicato a Annetta Turrisi Colonna;
- 1848 (c.), Cenotafio, manufatto marmoreo dedicato a Giuseppina Turrisi Colonna;
- XIX secolo, Cenotafio, manufatto marmoreo dedicato a Giuseppe Piazzi.

Chiesa di San Francesco di Paola: 
- 1817, Stele funeraria, monumento marmoreo, opera commissionata per l'arcivescovo Alfonso Airoldi;
- 1852, Busto per stele funeraria, manufatto marmoreo dedicato a Stefania Branciforti, 12ª principessa di Butera.

Galleria d'arte moderna (GAM) nell'ex convento di Sant'Anna:
- 1838, Baccante che danza, scultura mitologica;
- 1838, Arianna Abbandonata, scultura mitologica.

Hall del Grand Hotel et des Palmes:
- 1838 (c.), Zefiro e Cloride, gruppo marmoreo, opera attribuibile al Villareale e alla sua scuola.
- 1838 (c.), Fuga di Enea con la moglie Creusa e il figlio, gruppo marmoreo attribuibile al Villareale e alla sua scuola.

Galleria Regionale della Sicilia di «Palazzo Abatellis»:
- XIX secolo, Episodio omerico, penna su carta bianca;
- 1832, Re David, cartone preparatorio;

### Ragusa e provincia
- 1814 (ca.), Monumento sepolcrale della Famiglia Ferreri di Passanitello, manufatto marmoreo presente nella chiesa di Santa Maria delle Stelle di Comiso.
- XIX secolo, Angeli reggicandela in marmo bianco, manufatti presenti nel cappellone e negli altari absidali della chiesa di San Francesco all'Immacolata di Ragusa.

### Altre località
- 1812 (c.), Pannelli epici, rilievi marmorei ispirati ad episodi tratti dall'Iliade (Minerva come Ragione fra la Stabilità e la Legislazione, La Prosperità e La Pace), opere custodite nella Sala di Marte e Sala di Astrea, Reggia di Caserta.
- 1811 - 1812, Ritratti del re Francesco I e della regina Maria Isabella di Borbone-Spagna a mezzobusto, Napoli.

## Titoli ed onorificenze
- Direttore delle Belle Arti.
- Professore di scultura alla Reale Università di Palermo.
- Membro della Commissione di Antichità e Belle Arti (1830).

## Galleria d'immagini

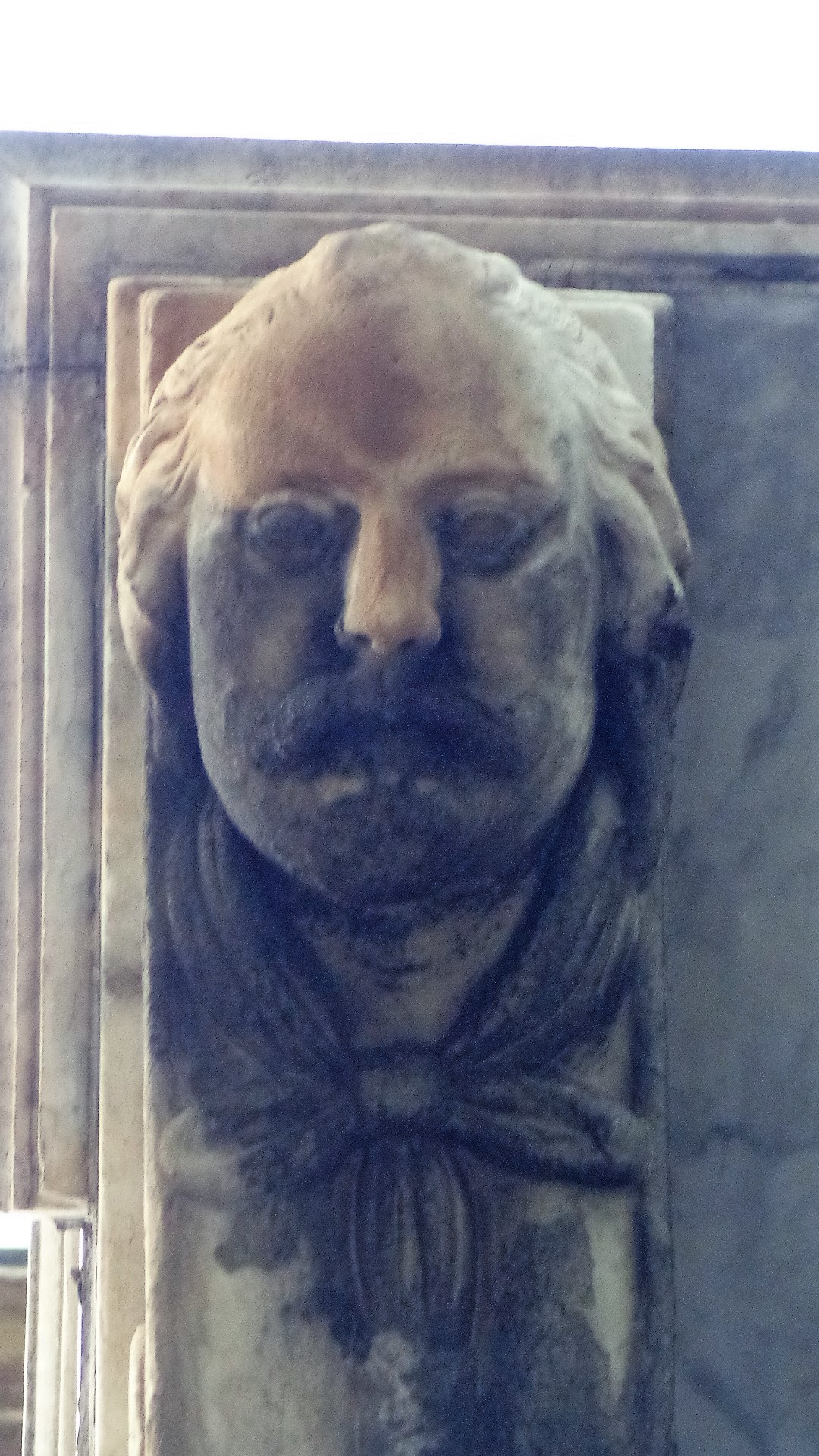
Pietro Novelli.
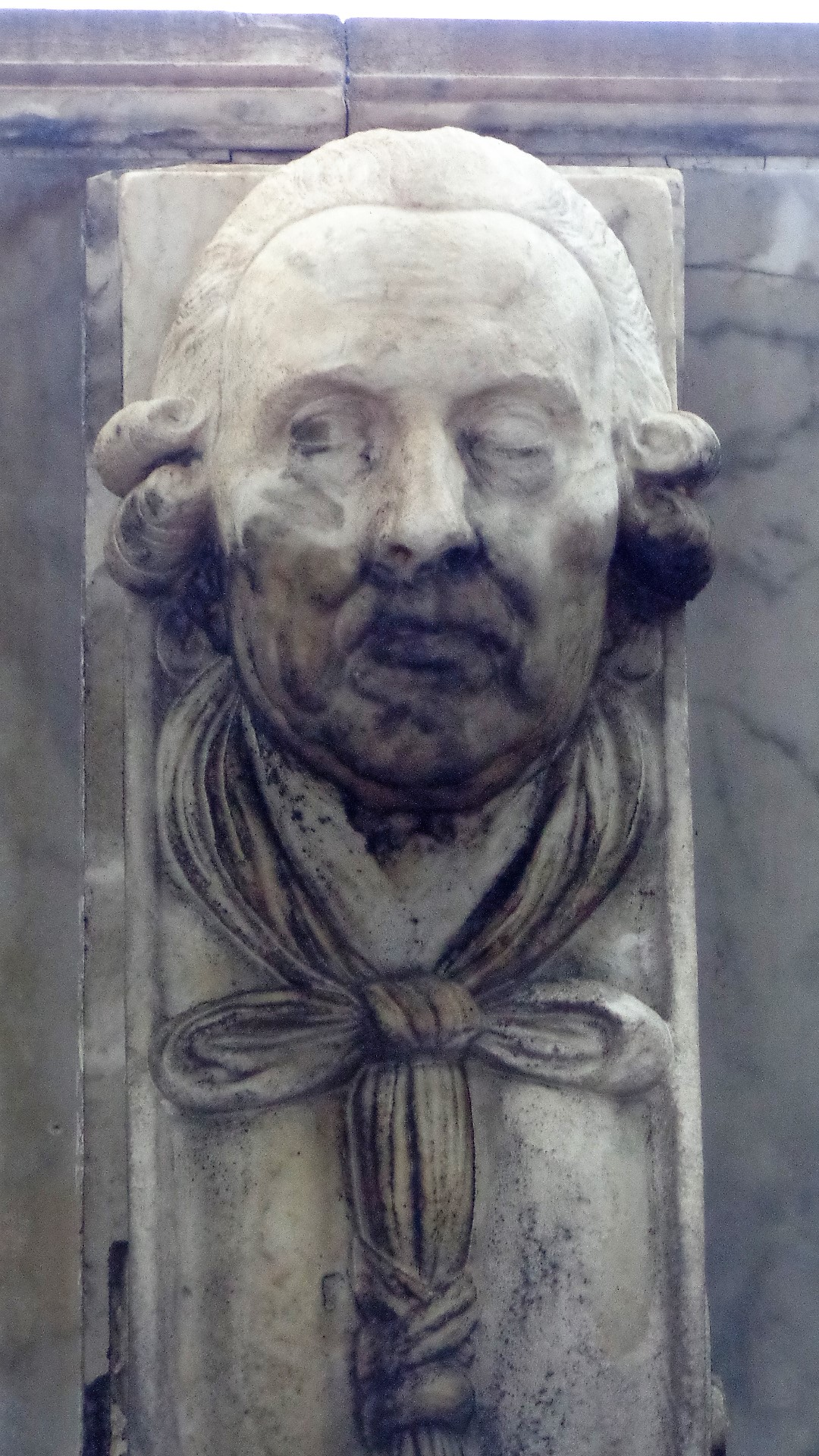
Ignazio Francesco Marabitti.
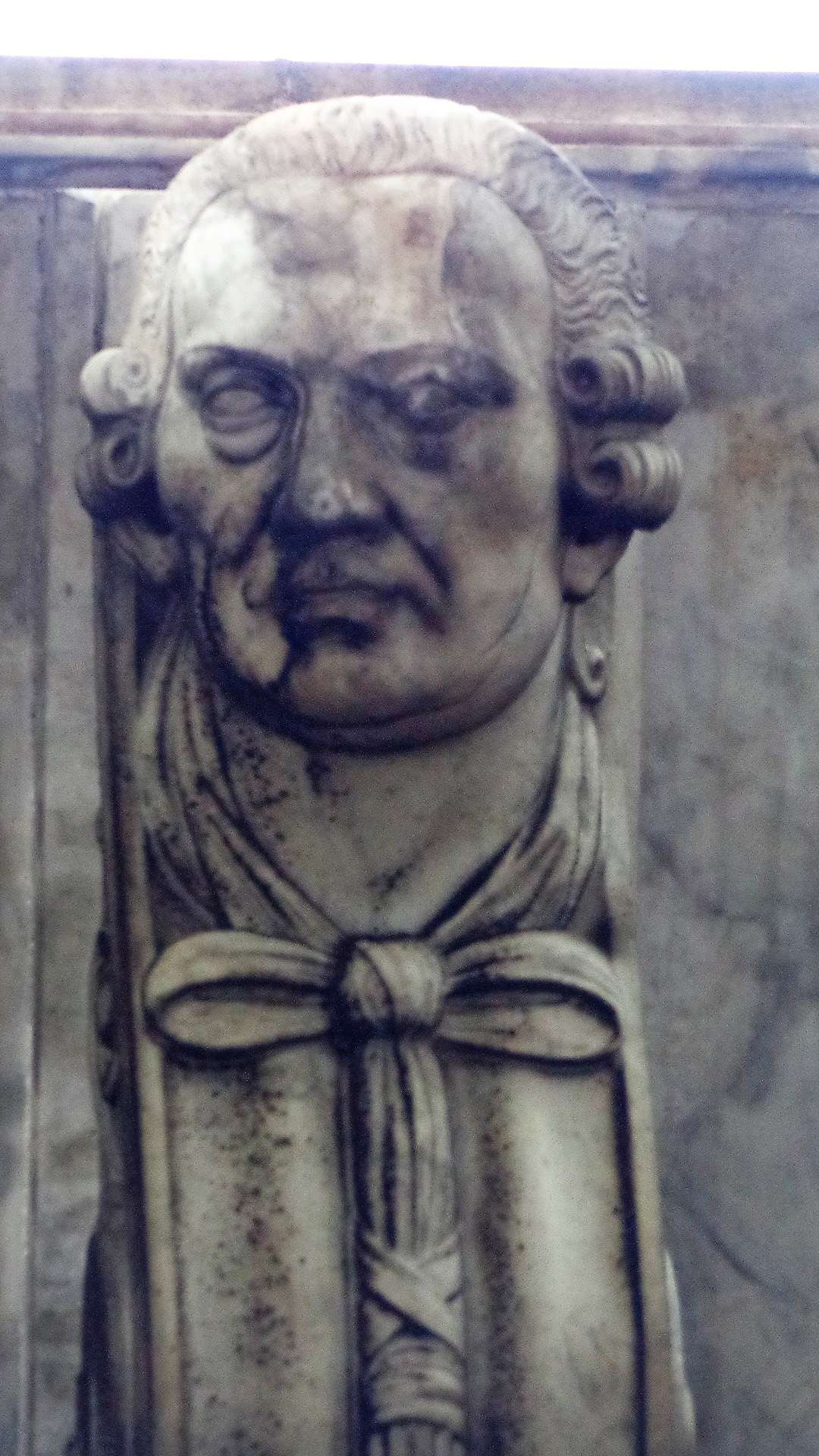
Giuseppe Venanzio Marvuglia.
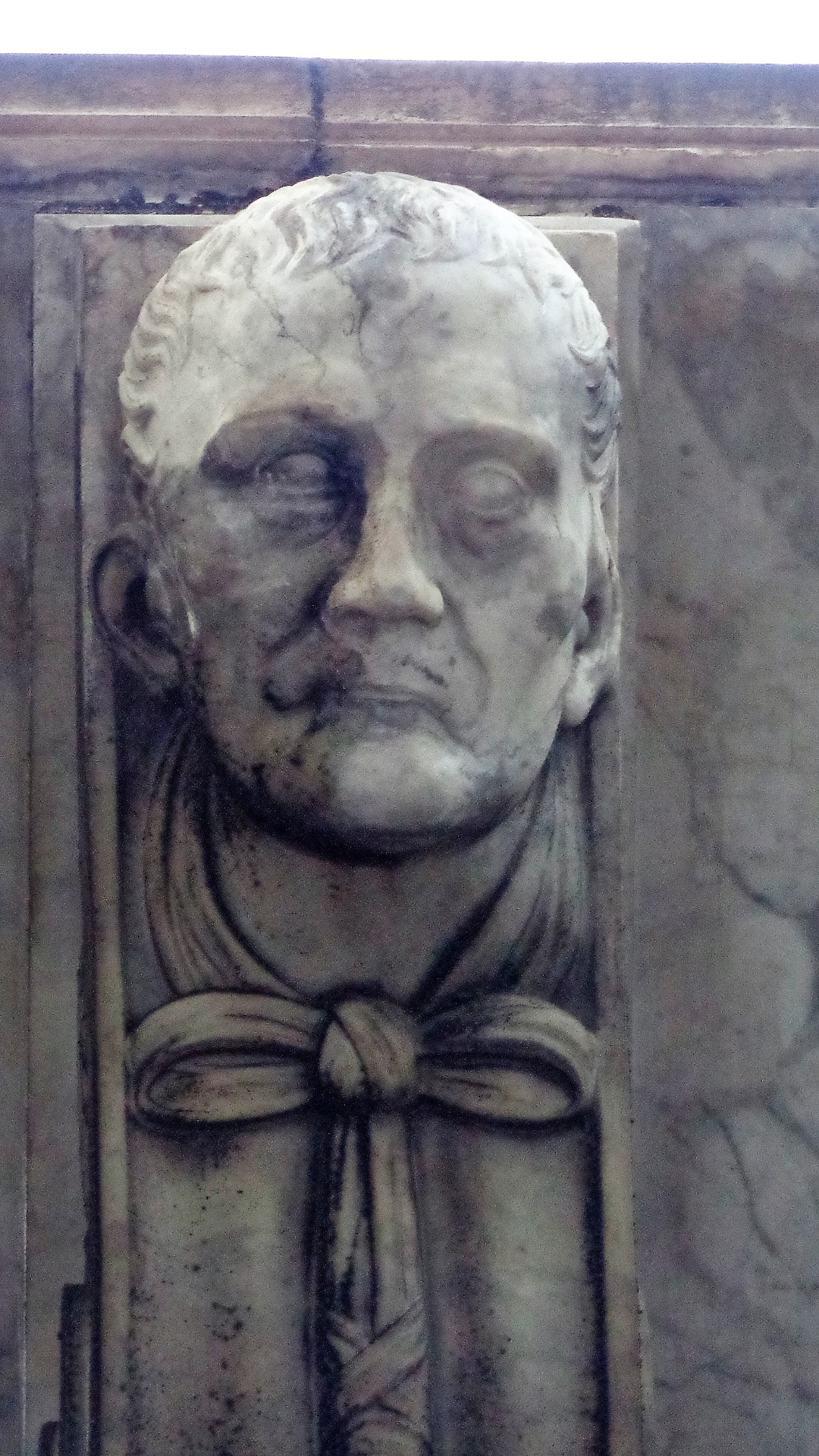
Giuseppe Velasco.
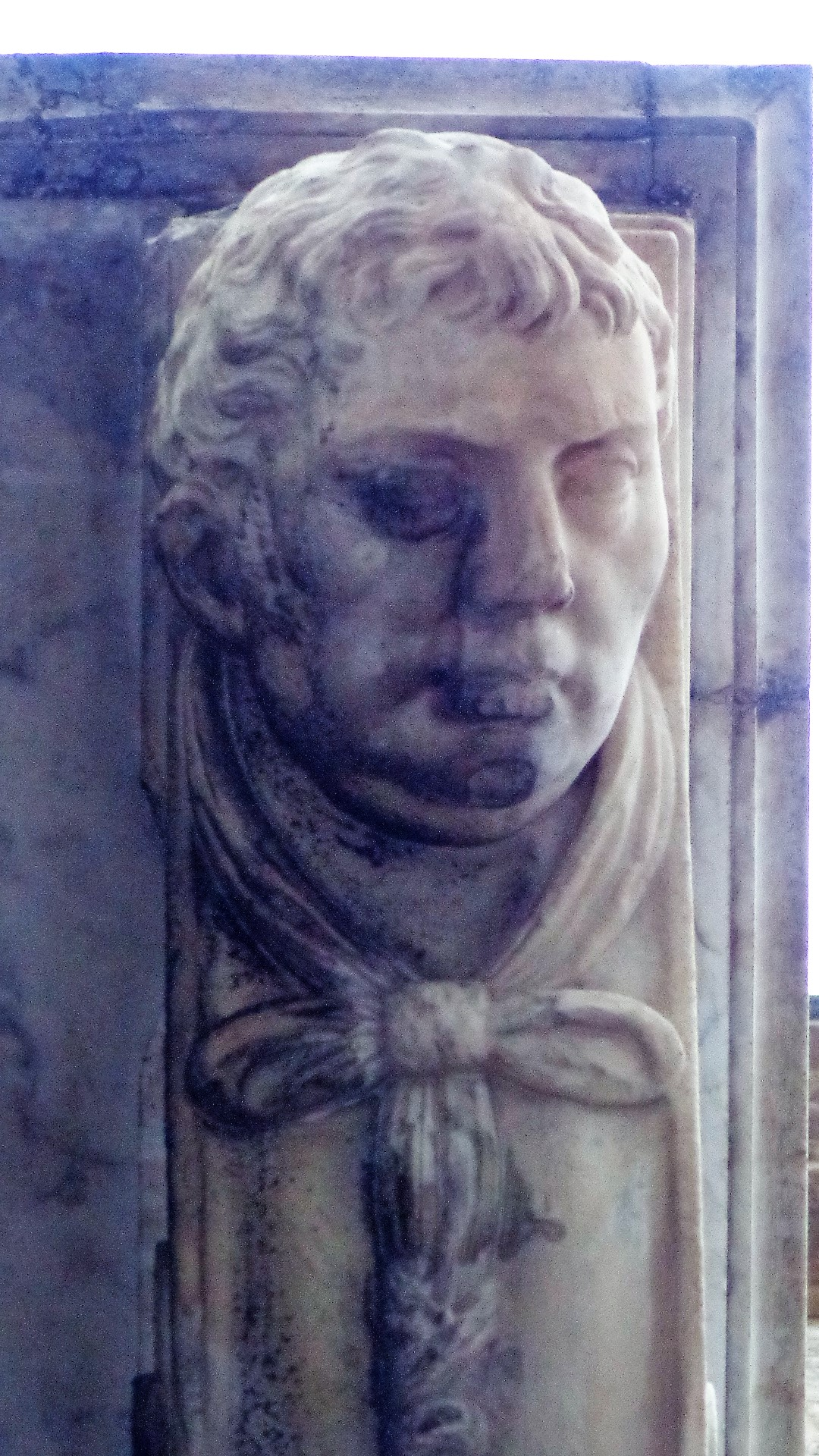
Vincenzo Riolo.